# Bohlsen (Gerdau)

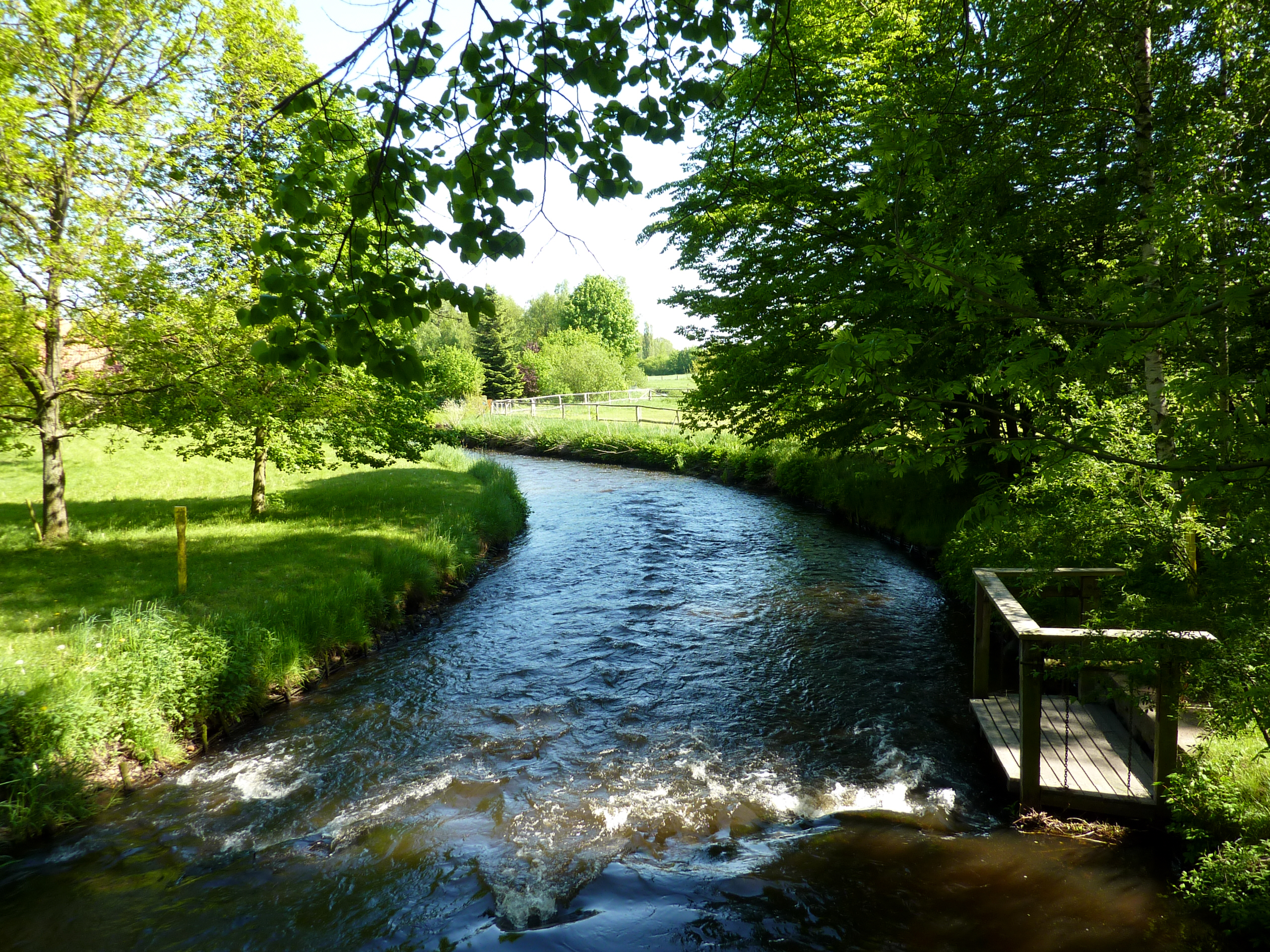
Die Gerdau am westlichen Ortsrand von Bohlsen (2013)

Bohlsen ist ein Ortsteil der Gemeinde Gerdau in der Samtgemeinde Suderburg im Landkreis Uelzen. Dieser liegt im
Nordosten von Niedersachsen.
Der Ort liegt östlich des Kernbereichs von Gerdau und westlich des Kernbereichs von Uelzen. Am südlichen Ortsrand verläuft die B 71.
Durch den Ort fließt die Gerdau, der 30 km lange, linke bzw. westliche Quellfluss der Ilmenau. Weiter westlich erstreckt sich das 398 ha große Naturschutzgebiet Mönchsbruch.
Der Ort liegt mit der Wassermühle Bohlsen an der Niedersächsischen Mühlenstraße.
Die Protestanten von Bohlsen gehören zum Einzugsbereich der evangelisch-lutherischen Kirchengemeinde Gerdau mit der St. Michaeliskirche.
In den Jahren 1993 und 2013 errang  Bohlsen im Bundeswettbewerb Unser Dorf hat Zukunft jeweils „Gold“. Gleiches gilt für das Nachbardorf Böddenstedt (Bundessieger 1991 und 2016). Beide Dörfer können über einen neu gestalteten und informativen „Golddörfer Wanderweg“ erkundet werden.